# ATP Challenger Genua
Das ATP Challenger Genua (offizieller Name: AON Open Challenger Memorial Giorgio Messina) ist ein Tennisturnier der ATP Challenger Tour, das seit 2003 in Genua ausgetragen wird. Gespielt wird im Freien auf Sand. Rekordsieger sind im Einzel Fabio Fognini sowie im Doppel Daniele Bracciali mit zwei bzw. vier Titeln.

## Liste der Sieger

### Einzel
| Jahr                         | Sieger               | Finalgegner                 | Ergebnis             |
| ---------------------------- | -------------------- | --------------------------- | -------------------- |
| 2025                         |                      |                             | Austragung ab 1.9.25 |
| 2024                         | Francesco Passaro    | Jaume Munar                 | 7:5, 6:3             |
| 2023                         | Thiago Seyboth Wild  | Fabio Fognini               | 6:2, 7:63            |
| 2022                         | Thiago Monteiro      | Andrea Pellegrino           | 6:1, 7:62            |
| 2020–2021: nicht ausgetragen |                      |                             |                      |
| 2019                         | Lorenzo Sonego (2)   | Alejandro Davidovich Fokina | 6:2, 4:6, 7:66       |
| 2018                         | Lorenzo Sonego (1)   | Dustin Brown                | 6:2, 6:1             |
| 2017                         | Stefanos Tsitsipas   | Guillermo García López      | 7:5, 7:62            |
| 2016                         | Jerzy Janowicz       | Nicolás Almagro             | 7:65, 6:4            |
| 2015                         | Nicolás Almagro      | Marco Cecchinato            | 6:71, 6:1, 6:4       |
| 2014                         | Albert Ramos Viñolas | Mate Delić                  | 6:1, 7:5             |
| 2013                         | Dustin Brown         | Filippo Volandri            | 7:65, 6:3            |
| 2012                         | Albert Montañés      | Tommy Robredo               | 6:4, 6:1             |
| 2011                         | Martin Kližan        | Leonardo Mayer              | 6:3, 6:1             |
| 2010                         | Fabio Fognini (2)    | Potito Starace              | 6:4, 6:1             |
| 2009                         | Alberto Martín       | Carlos Berlocq              | 6:3, 6:3             |
| 2008                         | Fabio Fognini (1)    | Gianluca Naso               | 6:4, 6:3             |
| 2007                         | Flavio Cipolla       | Gianluca Naso               | 6:2, 6:7, 7:5        |
| 2006                         | Gorka Fraile         | Potito Starace              | 6:4, 3:6, 6:4        |
| 2005                         | Potito Starace       | Flavio Cipolla              | 6:3, 7:6             |
| 2004                         | Juan Antonio Marín   | Edgardo Massa               | 7:5, 6:4             |
| 2003                         | Óscar Hernández      | Vincenzo Santopadre         | 6:2, 6:2             |

### Doppel
| Jahr                         | Sieger                                    | Finalgegner                           | Ergebnis             |
| ---------------------------- | ----------------------------------------- | ------------------------------------- | -------------------- |
| 2025                         |                                           |                                       | Austragung ab 1.9.25 |
| 2024                         | Benjamin Hassan David Vega Hernández      | Romain Arneodo Théo Arribagé          | 6:4, 7:5             |
| 2023                         | Giovanni Oradini Lorenzo Rottoli          | Ivan Sabanov Matej Sabanov            | 6:4, 6:3             |
| 2022                         | Dustin Brown (2) Andrea Vavassori         | Roman Jebavý Adam Pavlásek            | 6:2, 6:2             |
| 2020–2021: nicht ausgetragen |                                           |                                       |                      |
| 2019                         | Ariel Behar Gonzalo Escobar               | Guido Andreozzi Andrés Molteni        | 3:6, 6:4, [10:3]     |
| 2018                         | Kevin Krawietz Andreas Mies               | Martin Kližan Filip Polášek           | 6:2, 3:6, [10:2]     |
| 2017                         | Tim Pütz Jan-Lennard Struff               | Guido Andreozzi Ariel Behar           | 7:65, 7:68           |
| 2016                         | Julio Peralta Horacio Zeballos (3)        | Aljaksandr Bury Andrej Wassileuski    | 6:4, 6:3             |
| 2015                         | Guillermo Durán Horacio Zeballos (2)      | Andrea Arnaboldi Alessandro Giannessi | 7:5, 6:4             |
| 2014                         | Daniele Bracciali (4) Potito Starace      | Frank Moser Alexander Satschko        | 6:3, 6:4             |
| 2013                         | Daniele Bracciali (3) Oliver Marach       | Marin Draganja Mate Pavić             | 6:3, 2:6, [11:9]     |
| 2012                         | Andre Begemann (2) Martin Emmrich (2)     | Dominik Meffert Philipp Oswald        | 6:3, 6:1             |
| 2011                         | Dustin Brown (1) Horacio Zeballos (1)     | Jordan Kerr Travis Parrott            | 6:2, 7:5             |
| 2010                         | Andre Begemann (1) Martin Emmrich (1)     | Brian Battistone Andreas Siljeström   | 1:6, 7:63, [10:7]    |
| 2009                         | Daniele Bracciali (2) Alessandro Motti    | Amir Hadad Harel Levy                 | 6:4, 6:2             |
| 2008                         | Gianluca Naso Walter Trusendi             | Stefano Galvani Domenico Vicini       | 6:2, 7:62            |
| 2007                         | Daniele Giorgini Simone Vagnozzi          | Simone Bolelli Flavio Cipolla         | 6:3, 6:1             |
| 2006                         | Adriano Biasella Marcelo Charpentier      | Jamie Delgado Jamie Murray            | 6:4, 4:6, [13:11]    |
| 2005                         | Leonardo Azzaro Sergio Roitman            | Marco Pedrini Andrea Stoppini         | 6:1, 6:4             |
| 2004                         | Emilio Benfele Álvarez Álex López Morón   | Massimo Bertolini Tom Vanhoudt        | 6:3, 6:4             |
| 2003                         | Daniele Bracciali (1) Vincenzo Santopadre | Daniele Giorgini Potito Starace       | 6:3, 6:2             |